# Таубе, Хедвига Ульрика
Хедвига Ульрика Таубе (швед. Hedvig Ulrika Taube; 31 октября 1714, Стокгольм — 11 февраля 1744, там же) — любовница шведского короля Фредрика I, рейхсграфиня.

## Биография
Родилась 31 октября 1714 года в семье адмирала Эдварда (Эверта) Дидрика Таубе и Кристины Марии Фалькенберг; старшая сестра Катарины Делагарди.
В 1730 году при первом своём посещении двора она обратила на себя внимание короля Фредрика I. Вскоре эта 16-летняя девушка, по совету родственников, уступила ухаживаниям 54-летнего монарха. Весной 1734 года она тайно родила от него дочь, которая, однако, вскоре умерла. Спустя ещё год она произвела на свет сына. После этого связь между королём и его любовницей стала открытой, а после смерти в 1741 году королевы приобрела черты морганатического брака. Впрочем, слухи о супружестве не имели под собой никаких оснований.
Связь короля с Хедвигой Таубе вызывала в народе раздражение, и во время риксдага 1738—1739 годов духовное сословие было вынуждено отправить к королю депутацию с просьбой удалить Таубе от двора. В 1740 году Хедвига уехала в поместье Эстермальма, расположенное в Сёдерманланде, однако несколько месяцев спустя она вернулась в столицу и, несмотря на протесты духовенства, продолжала там жить вплоть до своей смерти.
Отношения короля с Хедвигой Таубе имели и политические последствия. Оказывая поддержку Фредрику I в его связи с любовницей, Карлу Юлленборгу удалось войти к королю в милость и, в конце концов, свергнуть президента Канцелярии Арвида Горна, в итоге чего к власти пришла антирусская партия «шляп».
По просьбе короля император Карл VII в 1743 году сделал Таубе имперской рейхсграфиней фон Гессенштайн (аф Гессенштайн). От Фредрика I она родила двух сыновей — Фредрика Вильхельма и Карла Эдварда — и двух дочерей, однако лишь сыновья дожили до зрелых годов.
Умерла 11 февраля 1744 года.